# ثانوية الأمير عبد القادر
ثانوية الأمير عبد القادر أو ثانوية القصبة هي مدرسة ثانوية تقع في بلدية القصبة ضمن ولاية الجزائر.

## التاريخ

### المرحلة التركية
قامت السلطة التركية في إيالة الجزائر باستصلاح الأرضية التي سيُقام عليها بعد ذلك بناء ثانوية الأمير عبد القادر.
وقد قام «حسن» ابن خير الدين بربروس بإنشاء مؤسسة صحية واستشفائية في هذا المكان خلال عام 1550م قرب موقع زاوية سي السعدي الذي هو أحد رموز المرجعية الدينية الجزائرية.

### الاحتلال الفرنسي للجزائر
ثانوية الأمير عبد القادر هي أقدم مدرسة ثانوية تم إنشاؤها في مدينة الجزائر بعد الاحتلال الفرنسي.
وهي أول مدرسة ثانوية تم إنشاؤها في الفترة ما بين عامَيْ 1862م و1868م وفق طراز هوسماني فرنسي.
وكانت تسميته الأولى هي «الثانوية الكبرى في الجزائر» (بالفرنسية: Grand Lycée d'Alger)‏، لتصير بعد ذلك «ثانوية بيجو» (بالفرنسية: Lycée Bugeaud)‏.
وكان عند إنشائه مخصصا للطلاب الذكور ضمن النظام الداخلي وكذلك الخارجي، وكان يُعد بمثابة جامعة تستقطب المتمدرسين من كل المناطق الجزائرية.

### استقلال الجزائر
وتمت إعادة تسميته بعد استرجاع استقلال الجزائر في 1962م ليصير «ثانوية الأمير عبد القادر» وفق نظام تدريس مختلط يضم حوالي 1 400 تلميذ من الذكور والإناث.

## الهندسة المعمارية
تم تصميم ثانوية الأمير عبد القادر من طرف مهندسين معماريين فرنسيين هما «كلوديل» (بالفرنسية: Claudel)‏ و«غيوشان» (بالفرنسية: Giauchain)‏.
وسمحت مخططات هذين المهندسين المعماريين بإطلاق أشغال هذه المدرسة الثانوية خلال عام 1862م.
وجاء بناء هذه المدرسة الثانوية تلبية لحاجة ملحة متمثلة في تشبع «مدرسة باب عزون» التي صارت تضيق بعدد تلاميذها المتزايد آنذاك.
ورغم حجم هذه المؤسسة التربوية، فإنها وصلت سريعا إلى حالة اكتظاظ خلال عام 1886م بما أجبر الإدارة الفرنسية على افتتاح ملحقة لها في بن عكنون.
وكانت هذه الملحقة تحمل اسم «ثانوية بن عكنون الصغيرة» (بالفرنسية: Petit lycée de Ben Aknoun)‏ حتى استقلال الجزائر في 1962م أين حملت بعد ذلك اسم «ثانوية الشيخ محمد المقراني» وتصير مستقلة عن ثانوية الأمير عبد القادر.

## مشاهير تلاميذ الثانوية
هناك العديد من المشاهير ما بين الطلاب السابقين في هذه الثانوية، من بينهم:
- محند إيدير آيت عمران
- رشيد حالت
- دليل بوبكر
- مولود معمري

## مكتبة الصور

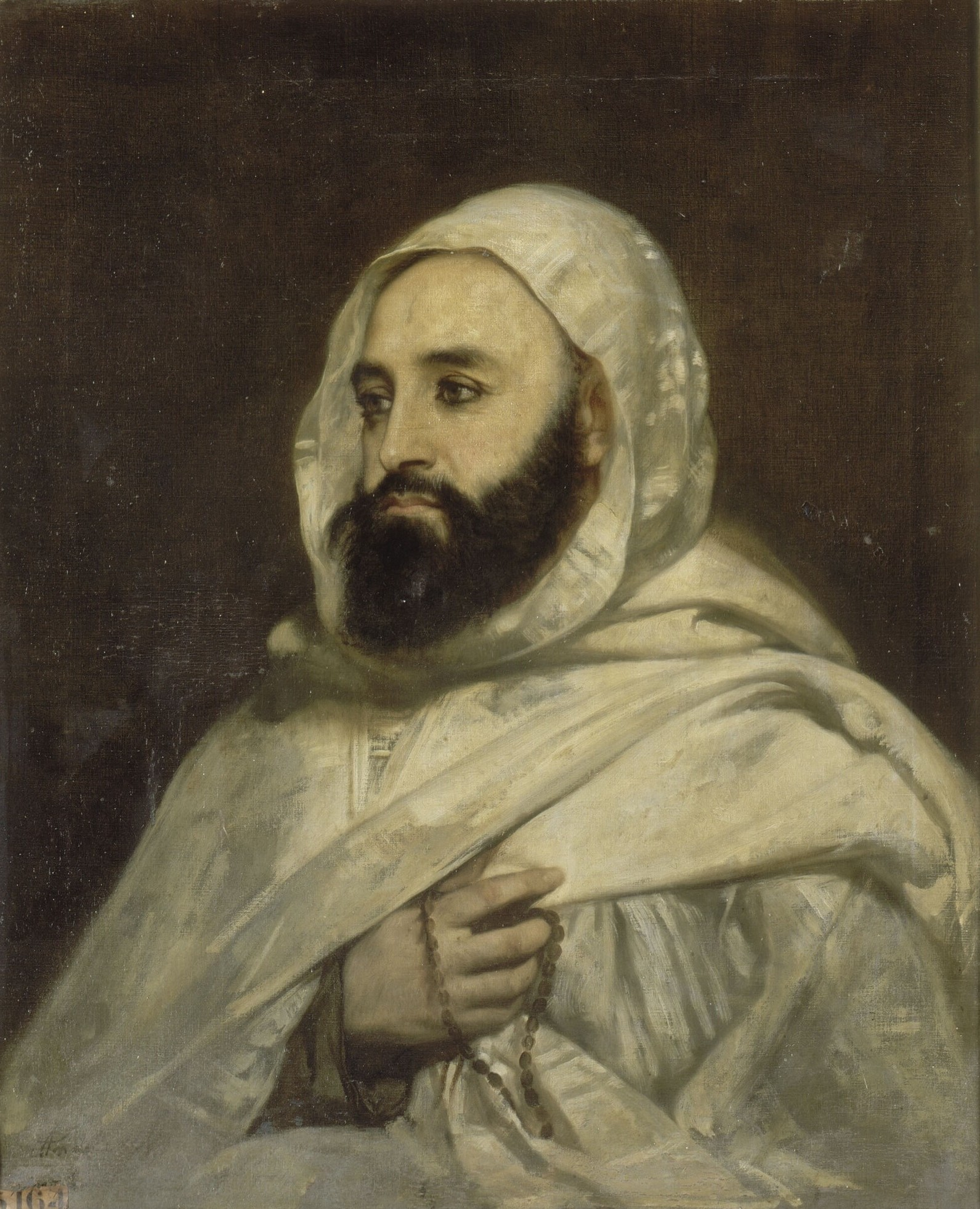
الأمير عبد القادر (1808م-1883م)
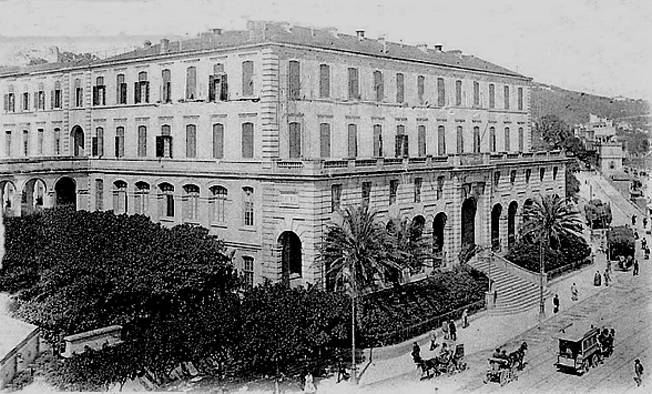
ثانوية الأمير عبد القادر
بلدية القصبة
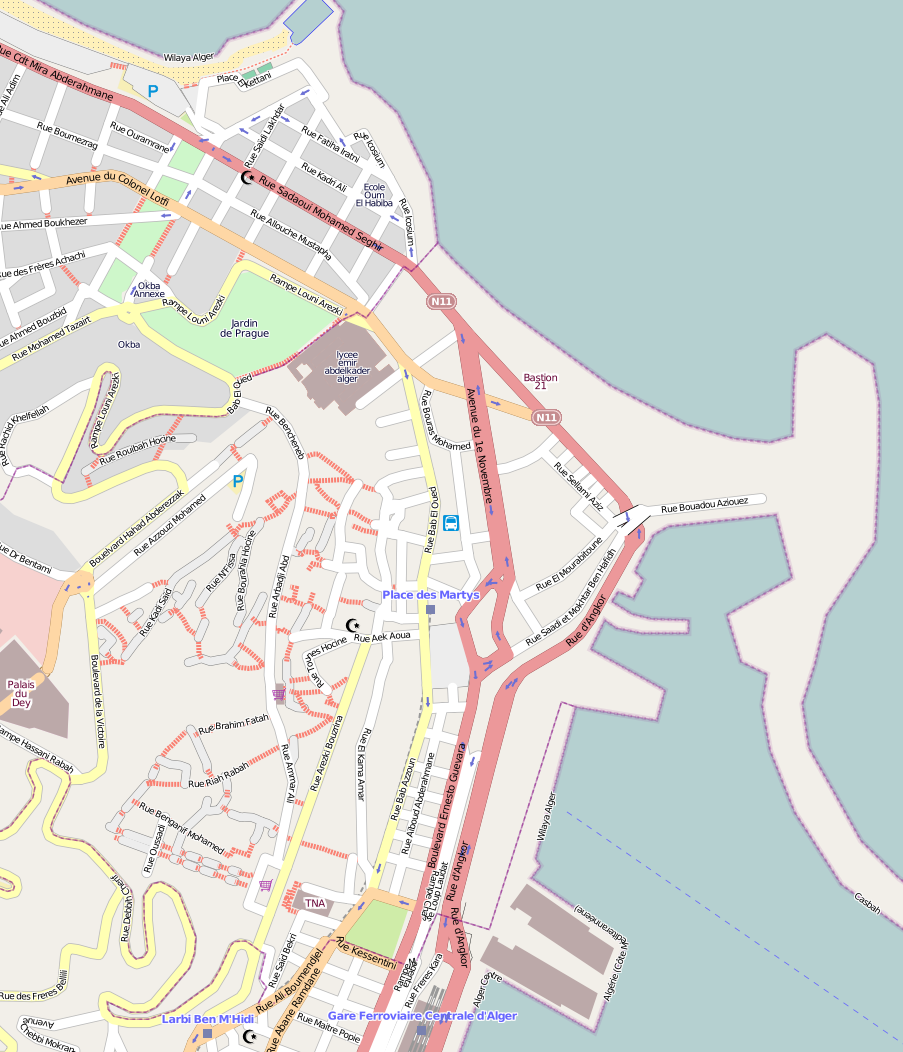
موقع ثانوية الأمير عبد القادر
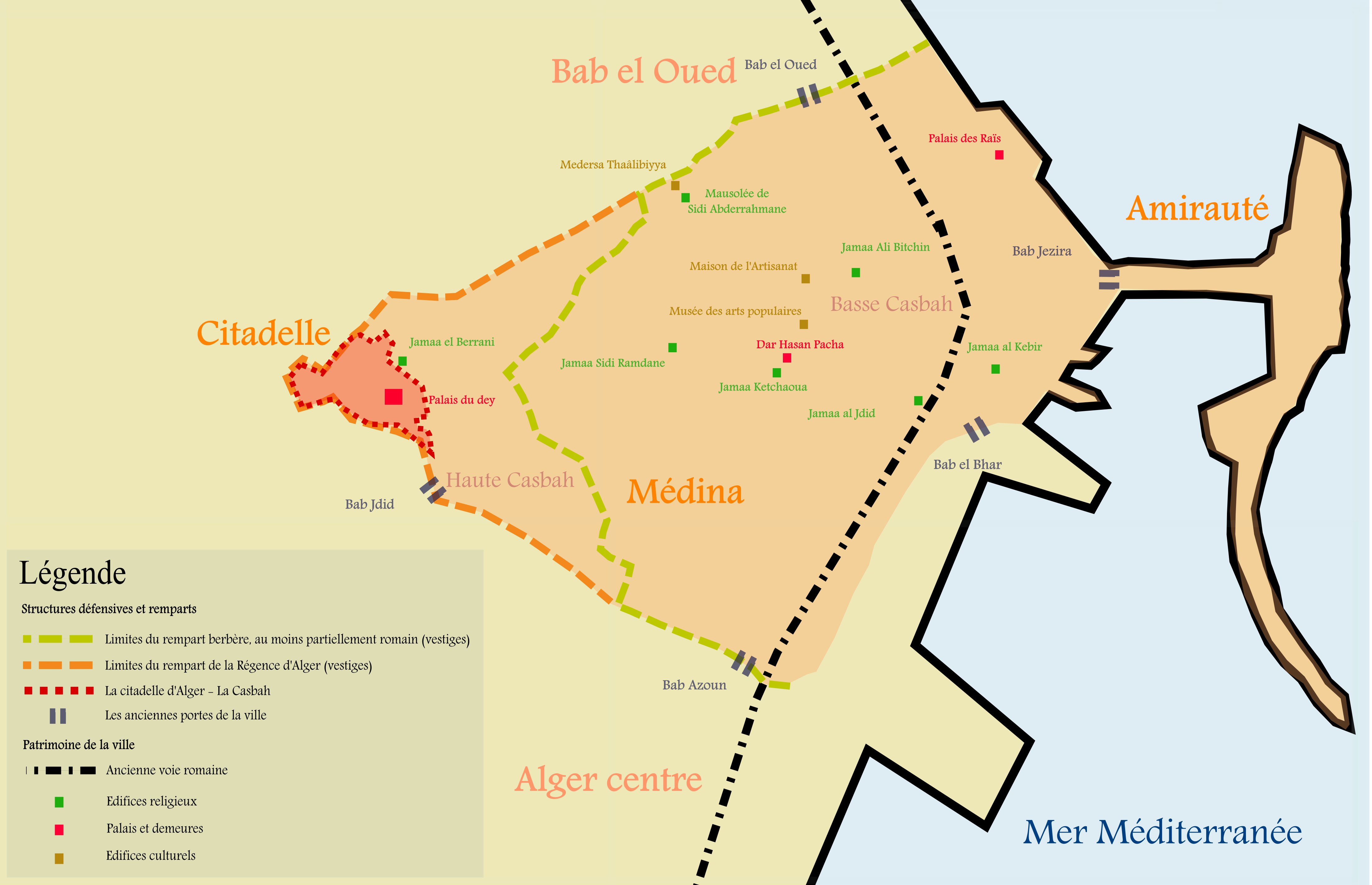
موقع ثانوية الأمير عبد القادر
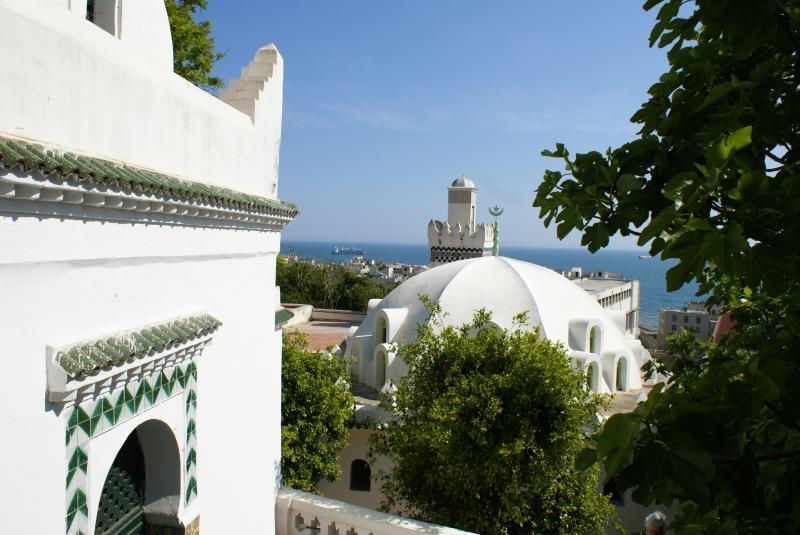
مسجد سيدي عبد الرحمان الثعالبي
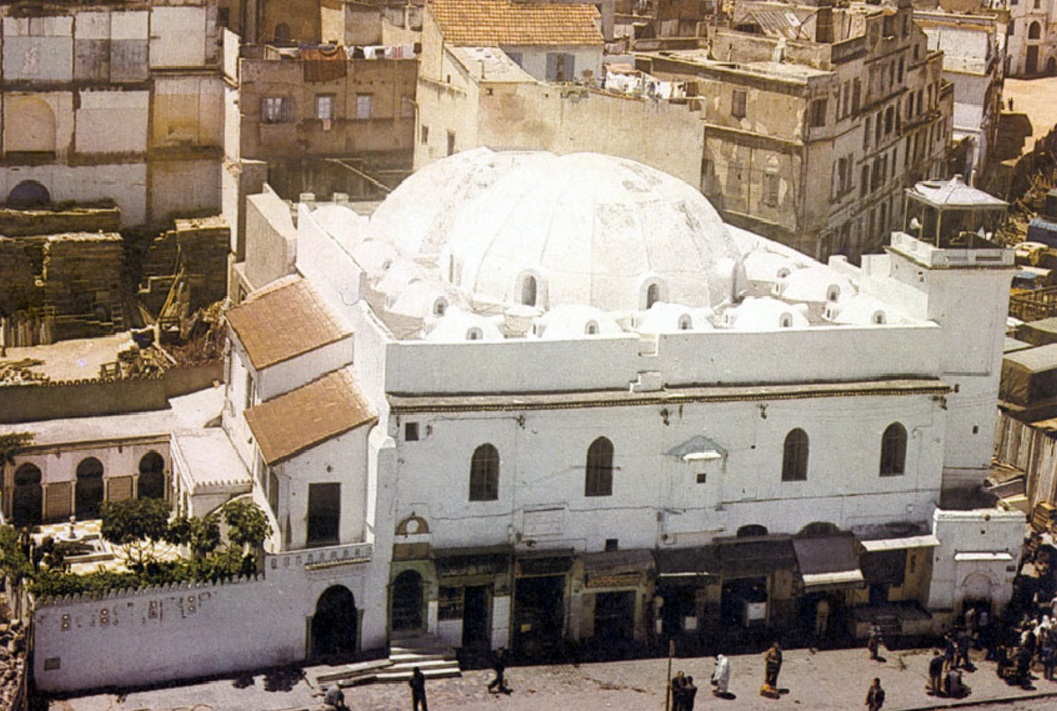
مسجد علي بتشين
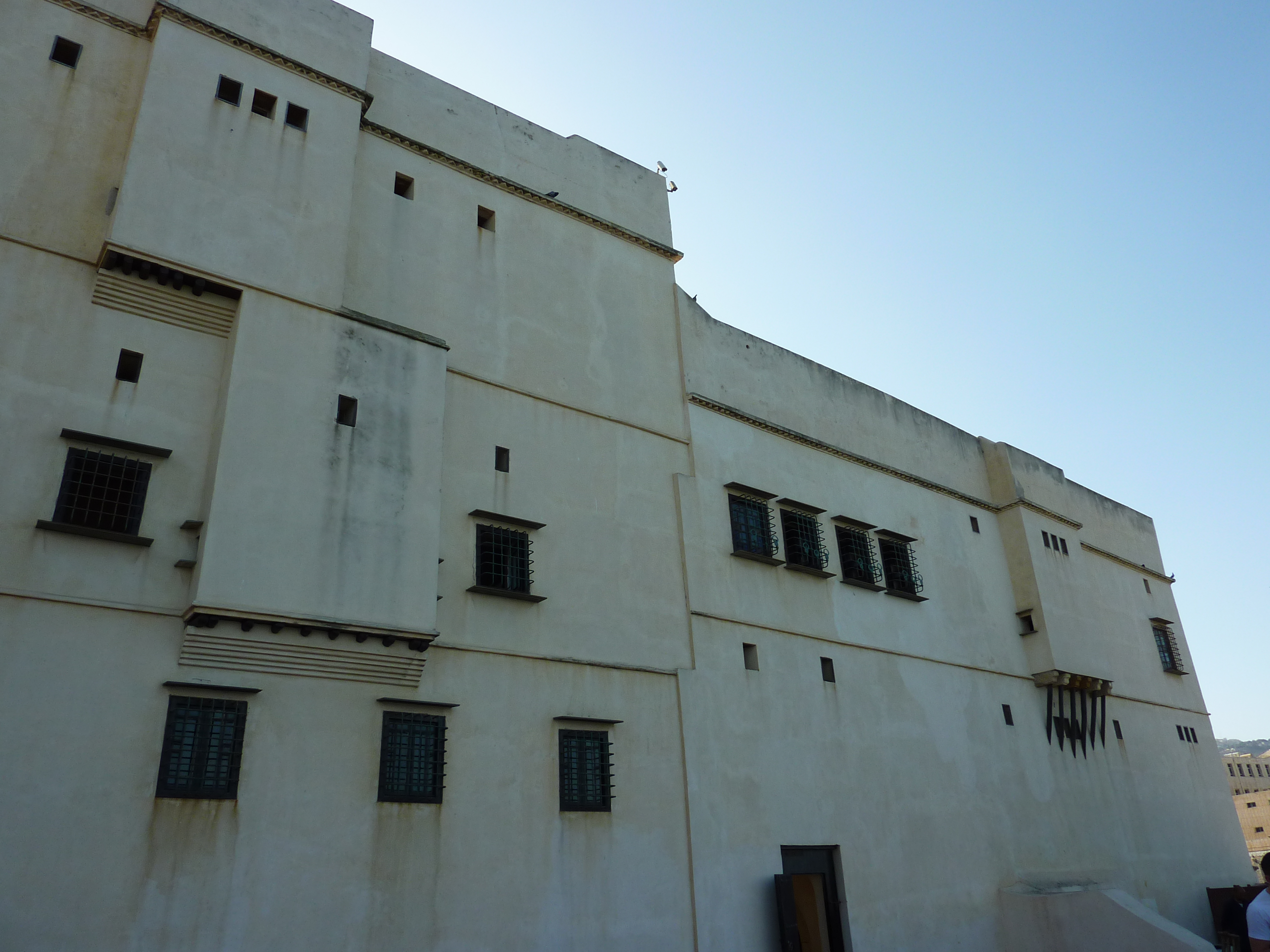
قصر الرياس

### مواضيع ذات صلة
- زاوية سي السعدي
- حديقة براغ
- جبال ساحل الجزائر
- قصر الرياس
- المعهد الوطني العالي للموسيقى
- ساحة باب الوادي

### فيديوهات
- ثانوية الأمير عبد القادر بين القصبة وباب الوادي على يوتيوب
- وثائقي حول باب الوادي على يوتيوب
- صور من باب الوادي على يوتيوب
- مناظر من باب الوادي على يوتيوب